# 158 Короніда
158 Короніда (158 Koronis) — астероїд головного поясу, відкритий 4 січня 1876 року.